# Worthenia
Worthenia is een geslacht van uitgestorven Gastropoda, dat leefde van het Vroeg-Carboon tot het Perm.

## Beschrijving
Deze buikpotige had een brede, hoog gewonden schaal met een veranderlijke, maar duidelijk ontwikkelde versiering. De buitenste lip bevatte een ondiepe groeve, die tijdens de groei werd opgevuld. De hoogte van de schaal bedroeg 4,5 centimeter.

## Soorten
- W. alticarinata † Batten 1989
- W. arizonensis † Winters 1963
- W. bialveozona † Batten 1989
- W. bicarinata † Batten 1989
- W. canalifera †
- W. castlemanensis † Lintz jr. 1958
- W. constantini † Mansuy 1912
- W. contabulata † Costa 1964
- W. corrugata † Chronic 1952
- W. crenilunula † Yoo 1994
- W. crenulata † Batten 1989

- W. extendia † Tong & Erwin 2001
- W. gubleri † Delpey 1941
- W. kingi † Batten 1989
- W. lantenoisi † Mansuy 1913
- W. latialveozona † Batten 1989
- W. legrandi † Kues & Batten 2001
- W. marmolatae † Kitti 1894
- W. multicarinata † Mansuy 1912
- W. nana † Grabau 1931
- W. pagoda † Mansuy 1914
- W. parvula † Hoare et al. 1997

- W. pilula † Batten 1989
- W. planalveozona † Batten 1989
- W. schirjaevensis † Stuckenberg 1905
- W. speciosa † Meek & Worthen 1860
- W. strigillata † Herrick 1888
- W. supraornata † Kitti 1894
- W. tabulata † Conrad 1835
- W. tongxinensis † Guo 1983
- W. whitehorsensis † Saunders & Yochelson 1964
- W. windowblindensis † Batten & Stokes 1986